# Пор-Салю
Пор-Салю (фр. Port Salut — ворота спасіння) — французький неварено-пресований сир з коров'ячого молока, батьківщиною якого вважається область Бретань.

## Історія
Спочатку сир почали виготовляти у Вестфалії. Під час перших років правління Наполеона Бонапарта у Вестфалії ховалися в еміграції ченці-траппісти з абатства Нотр-Дам-дю-Пор-дю-Салю (комуна Антрамм), щоб уникнути переслідувань під час Французької революції 1789 року. У Вестфалії ченці вивчали сироваріння для виживання. У 1802 році оголосили загальну амністію, і у 1815 році ченці повернулися до Франції і привезли з собою рецепт Пор-Салю. Удосконаливши вестфальський рецепт, ченці організували виробництво сиру в абатстві в Маєнне (долина Луари).
У 1873 році глава абатства передав одному з паризьких постачальників сирів виключні права на продаж цього сиру. Незадовго до Другої світової війни вдосконалений рецепт був проданий великому фермерському кооперативу, а у 1959 році абатство продало права на виробництво цього сиру великій сироварні.
Нині сир у промислових масштабах виробляють в селі Антрамм на північному заході Франції (департамент Майенн).
Пор-Салю і сьогодні виробляється вручну на території деяких монастирів. Такий сир легко відрізнити від виробленого масовим способом.

## Виготовлення
Сир виробляється з пастеризованого коров'ячого молока. Кальє розрізають на невеликі кубики і поміщають у форму. Після того, як стече сироватка, сформовані сири виймають і поміщають в розсіл. Протягом декількох тижнів сири визрівають в льохах; за цей час формується кірочка.
Витримка — один місяць.

## Опис
Сир має круглу форму. Діаметр головки сиру становить приблизно 20–23 см, висота — 4 см, вага — близько 2 кг.
Сирне тісто пружне, напівтверде, пресоване без нагріву, кремового кольору. Консистенція м'яка, сир покритий вологою помаранчевою скоринкою (кірка мита, підфарбована бета-каротином).
Має м'який, ніжний, злегка кислуватий вершковий смак та легкий фруктовий аромат.
Вміст солі близько 2 %.